# Flughafen Guanajuato

i8
i11
i13
Der Flughafen Guanajuato (spanisch Aeropuerto Internacional de Guanajuato, auch Aeropuerto Internacional del Bajío, IATA-Code: BJX, ICAO-Code: MMLO) ist ein internationaler Flughafen bei der Großstadt Guanajuato im gleichnamigen Bundesstaat im Westen Mexikos.

## Lage
Der Flughafen Guanajuato liegt etwa 30 km (Fahrtstrecke) westlich bei der Großstadt Silao de la Victoria bzw. ca. 280 km (Luftlinie) nordwestlich von Mexiko-Stadt in einer Höhe von ca. 1815 m.

## Passagierzahlen
Im Jahr 2019 wurden erstmals mehr als 2,75 Millionen Passagiere abgefertigt. Danach erfolgte ein deutlicher Rückgang wegen der COVID-19-Pandemie.

## Zwischenfälle
- Am 18. Juni 1955 stürzte eine Curtiss C-46 Commando der mexikanischen Tigres Voladores (Luftfahrzeugkennzeichen XA-LID) nach dem Start vom Flughafen Guanajuato in Bäume und fing Feuer. Vorausgegangen war ein Triebwerksausfall. Von den 42 Insassen kamen zwei Passagiere ums Leben.[1]